# Rublo tayiko
El rublo (en tayiko: рубл) fue la moneda de curso legal de Tayikistán entre el 10 de mayo de 1995 y el 29 de octubre de 2000. Se dividía en 100 tanga (en tayiko: танга), aunque no se emitieron billetes ni monedas en esta denominación.

## Historia
Como otras repúblicas de la antigua Unión Soviética, Tayikistán continuó usando el rublo soviético tras su independencia. El 26 de julio de 1993, Rusia emitió un nuevo rublo para sustituir al antiguo rublo soviético. En Tayikistán, los rublos soviéticos dejaron de circular el 8 de enero de 1994, y el 10 de mayo de 1995 el rublo tayiko sustituyó al rublo ruso con una tasa de cambio de 1 TJR = 100 RUB. De entre todas las antiguas repúblicas ex-soviéticas, Tayikistán fue la última en emitir su propia moneda. El 30 de octubre de 2000 el somoni sustituyó al rublo tayiko con una tasa de cambio de 1 TJS = 1.000 TJR

## Billetes
Los billetes del rublo tayiko tienen un cierto parecido a las series emitidas del rublo soviético de 1961, 1991 y 1992 en cuanto a colores y disposición de los objetos. De hecho, estos billetes los imprimió la empresa Goznak, encargada de la impresión de billetes y sellos soviéticos.
| Denominación  | Dimensiones | Color predominante | Imagen del anverso | Imagen del reverso |
| ------------- | ----------- | ------------------ | ------------------ | ------------------ |
| 1 Rublo       | 102 x 55 mm | Marrón             |                    |                    |
| 5 Rublos      | 102 x 55 mm | Azul               |                    |                    |
| 10 Rublos     | 102 x 55 mm | Rojo               |                    |                    |
| 20 Rublos     | 102 x 55 mm | Violeta            |                    |                    |
| 50 Rublos     | 102 x 55 mm | Verde              |                    |                    |
| 100 Rublos    | 121 x 60 mm | Marrón             |                    |                    |
| 200 Rublos    | 121 x 60 mm | Verde/Violeta      |                    |                    |
| 500 Rublos    | 121 x 60 mm | Rosa               |                    |                    |
| 1.000 Rublos  | 143 x 71 mm | Marrón/Violeta     |                    |                    |
| 5.000 Rublos  | 143 × 71 mm | Azul               |                    |                    |
| 10.000 Rublos | 143 × 71 mm | Naranja            |                    |                    |